# Esa Keskinen
Esa Juhani Keskinen (* 3. Februar 1965 in Ylöjärvi) ist ein ehemaliger finnischer Eishockeyspieler, der von 1983 bis 2000 für TPS Turku und Lukko Rauma in der SM-liiga sowie HV71 in der Elitserien gespielt hat. 

## Karriere
Esa Keskinen begann seine Karriere als Eishockeyspieler bei TPS Turku, für das er von 1983 bis 1988 in der SM-liiga, der höchsten Spielklasse Finnland, aktiv war. In dieser Zeit wurde er im NHL Entry Draft 1985 in der fünften Runde als insgesamt 101. Spieler von den Calgary Flames ausgewählt, für die er allerdings nie spielte. Anschließend wechselte er zu dessen Ligarivalen Lukko Rauma, für den er drei Jahre lang auf Torejagd ging. Im Sommer 1991 kehrte Keskinen zu seinem Ex-Klub TPS Turku zurück, für den er weitere drei Jahre in der SM-liiga auf dem Eis stand und bei dem er 1993 erstmals Finnischer Meister und 1994 als bester Spieler der Liga ausgezeichnet wurde. Vor der Saison 1994/95 wurde Keskinen von HV71 aus der schwedischen Elitserien verpflichtet. Während seines ersten und einzigen Auslandsaufenthaltes wurde Keskinen 1995 mit HV71 Schwedischer Meister und er erhielt 1996 den Guldhjälmen als bester Spieler der Saison. 
Nach fünf Jahren in Schweden kehrte Keskinen zu TPS Turku zurück, wo er nach der Saison 1999/2000 seine Karriere beendete.

### International
Für Finnland nahm Keskinen an den Junioren-Weltmeisterschaften 1984 und 1985 sowie den A-Weltmeisterschaften 1989, 1990, 1991, 1994, 1995  und 1996 teil. Zudem stand er im Aufgebot Finnlands bei den Olympischen Winterspielen 1988 in Calgary und 1994 in Lillehammer.

## Erfolge und Auszeichnungen
| - 1984 Fairster Spieler der SM-liiga - 1988 Topscorer der SM-liiga - 1988 Meiste Vorlagen (SM-liiga) - 1989 Schlüsselspieler (SM-liiga) - 1991 Meiste Vorlagen (SM-liiga) - 1993 Finnischer Meister mit TPS Turku - 1993 SM-liiga All-Star-Team - 1993 Topscorer der SM-liiga - 1993 Fairster Spieler der SM-liiga - 1993 Meiste Vorlagen (SM-liiga) - 1993 Europapokal-Gewinn mit TPS Turku | - 1994 SM-liiga All-Star-Team - 1994 Lasse-Oksanen-Trophäe - 1994 Kultainen kypärä - 1994 Topscorer der SM-liiga - 1994 Meiste Vorlagen (SM-liiga) - 1995 Schwedischer Meister mit HV71 - 1996 Guldhjälmen - 1996 Topscorer der Elitserien - 2000 Finnischer Meister mit TPS Turku |

### International
| - 1984 Silbermedaille bei der Junioren-Weltmeisterschaft - 1985 Topscorer der Junioren-Weltmeisterschaft - 1988 Silbermedaille bei den Olympischen Winterspielen | - 1994 Bronzemedaille bei den Olympischen Winterspielen - 1994 Silbermedaille bei der Weltmeisterschaft - 1995 Goldmedaille bei der Weltmeisterschaft |